# Seimas
El Seimas de la República de Lituania (lituano: Lietuvos Respublikos Seimas), o simplemente el Seimas (lituano: [sæ si̠mɐs]), es el parlamento unicameral de Lituania. Este órgano constituye el poder legislativo en Lituania, promulgando leyes y enmiendas a la Constitución, aprobando el presupuesto, confirmando al primer ministro, al Gobierno y controlando sus actividades.
Sus 141 miembros son elegidos para un mandato de cuatro años, con 71 elegidos en circunscripciones individuales con una segunda vuelta de ser necesaria y 70 elegidos en una votación nacional basada en la representación proporcional por listas abiertas. Un partido debe recibir al menos el 5%, y una coalición de 2 o más partidos debe recibir al menos el 7% del voto nacional para calificar para los escaños de representación proporcional.
El 12 de mayo de 2019, se realizó un referéndum para la reducción del tamaño de la Seimas, sin embargo la  propuesta fue inválida debido a que no se cumplió el cuórun requerido a pesar de que el si obtuvo la mayoría.  
Tras las elecciones de 2020, la Unión de la Patria - Demócrata-Cristianos Lituanos (TS-LKD) es el partido más grande en el Seimas, formando una coalición gobernante con los partidos: Movimiento Liberal (LRLS) y Partido de la Libertad.
El Seimas se remonta a los Seimas del Gran Ducado de Lituania y al Sejm de la Mancomunidad Polaco-Lituana, así como al Seimas de la Lituania de entreguerras. El primer Seimas después de la restauración de la independencia de Lituania se reunió en 1992.

## Funciones del Parlamento
El Seimas de la República de Lituania ejerce el poder legislativo en el país. Los poderes de los Seimas están definidos por la Constitución de Lituania.
La función principal del Seimas es considerar, adoptar y emitir leyes y enmiendas a la Constitución. El Seimas también aprueba el presupuesto estatal propuesto por el Gobierno, supervisa su implementación y establece los impuestos estatales. En relaciones exteriores, el Seimas ratifica tratados internacionales.
Las decisiones del Seimas se toman en mayoría abierta y simple. En algunos casos prescritos por la ley, se lleva a cabo una votación secreta, por ejemplo, expresando no confianza en el gobierno. Las leyes constitucionales son aprobadas por el Seimas en mayoría de votos y solo pueden ser cambiadas por una mayoría de 3/5 partes de los miembros del cuerpo. La lista de leyes constitucionales debe ser aprobada en una mayoría de 3/5 partes de los miembros del cuerpo. Los cambios a la propia Constitución deben ser aprobados en dos votos separados por no menos de tres meses, por una mayoría de 2/3 partes de los miembros del cuerpo. Los cambios en las fronteras internacionales de Lituania deben ser aprobados por 4/5 partes de los miembros del Seimas.
El Seimas aprueba o rechaza al candidato a primer ministro designado por el Presidente. El Seimas también debe dar su consentimiento al gobierno recién formado y su programa antes de que el gobierno pueda comenzar su trabajo. El Gobierno sigue siendo responsable ante el Seimas de sus actividades. Si el Seimas expresa su falta de confianza en el primer ministro o en el gobierno en general, el Gobierno debe renunciar y este último puede pedirle al presidente que llame a una elección anticipada.
Los miembros de Seimas tienen inmunidad legal y no pueden ser arrestados o detenidos sin el consentimiento de la votación de Seimas. El Seimas nombra y destituye a los jueces y presidentes del Tribunal Constitucional, el Tribunal Supremo y el Tribunal de Apelaciones, propuestos por el presidente. En su capacidad legislativa, el Seimas también sienta las bases para que una institución judicial pueda asesorar y, en cierta medida, obligar al Presidente a designar, promover o destituir a otros jueces.
El Seimas también establece y disuelve los ministerios del Gobierno, establece los premios estatales, puede declarar la ley marcial y las emergencias, iniciar la movilización e introducir normas locales directas en los municipios.

## Historia

### Historia del Seimas (1918-1940)

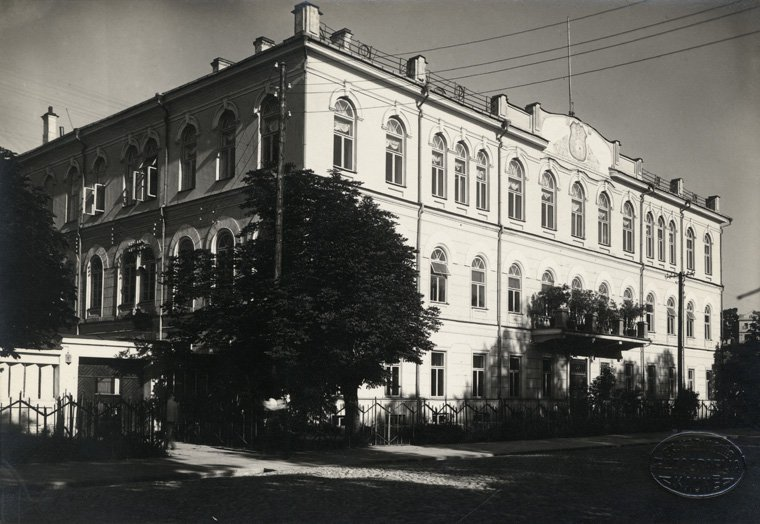
Sede la Asamblea Constituyente en Kaunas.

La elección se llevó a cabo del 14 al 15 de abril de 1920, con una participación de los votantes que aproximadamente alcanzó al 90%.
El rol principal de la Asamblea Constituyente fue adoptar la Constitución de Lituania, que se llevó a cabo el 1 de agosto de 1922. La nueva constitución otorgó amplios poderes al parlamento, el Seimas, elegido por un período de tres años. Seimas seleccionaría el Consejo de Ministros y elegiría al Presidente. Además, la Asamblea Constituyente adoptó numerosas leyes, incluida una amplia reforma agraria e introdujo a Litas como la moneda nacional.
El Primer Seimas de Lituania fue el primer parlamento de Lituania elegido de conformidad con la nueva constitución de 1922. Las elecciones se celebraron del 10 al 11 de octubre de 1922. Sin embargo, ningún partido pudo formar una coalición sostenible, y el Seimas se disolvió el 12 de marzo de 1923. Con posterioridad, se celebraron nuevas elecciones del al 13 de mayo.
El Segundo Seimas de Lituania fue el único Seimas regular de entreguerras, que completó su mandato completo de tres años. Los demócratas cristianos obtuvieron dos escaños adicionales, que fueron suficientes para darles una pequeña mayoría. El Seimas continuó la reforma agraria, amplió la red de escuelas primarias y secundarias, e introdujo un sistema de apoyo social. Sin embargo, no trajo estabilidad política, ya que vio varios gobiernos de corta duración.
El Tercer Seimas de Lituania fue elegido los días 8-10 de mayo de 1926, con los demócratacristianos en la oposición por primera vez. La Unión Popular Campesina de Lituania y los socialdemócratas formaron un gobierno de coalición que levantó la ley marcial, restableció las libertades democráticas, y declaró una amplia amnistía a los presos políticos. Sin embargo, el gobierno fue criticado con fuerza tras algunas decisiones impopulares. El Seimas fue interrumpido por Golpe de Estado en Lituania en diciembre de 1926, cuando el gobierno democráticamente elegido fue sustituido por el régimen autoritario de Antanas Smetona. El Tercer Seimas se disolvió el 12 de marzo de 1927, y no se convocaron nuevas elecciones hasta 1936.

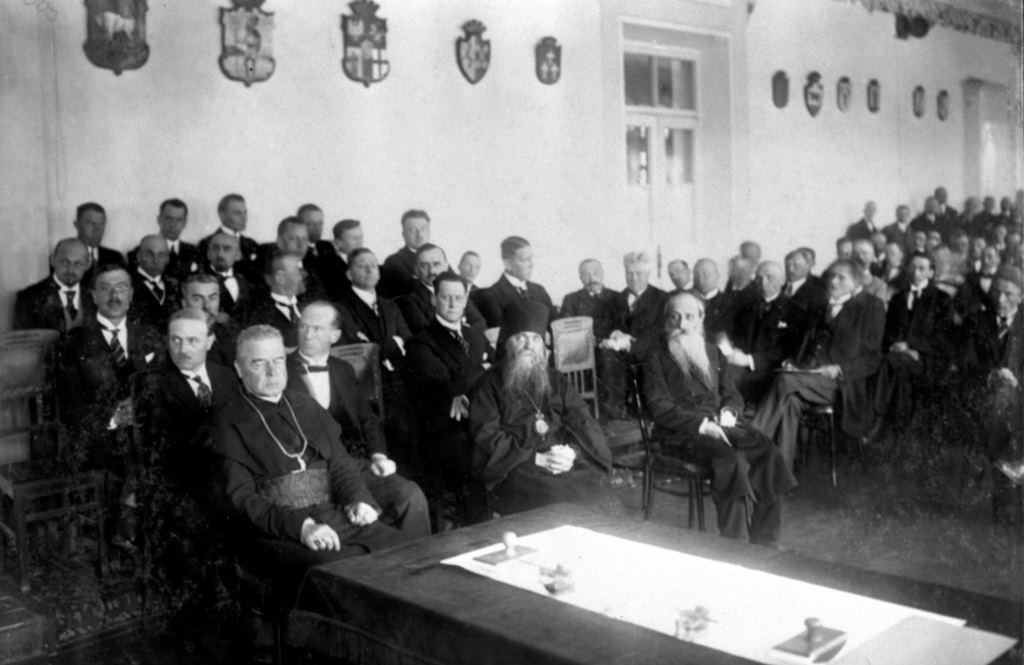
Inicio de sesiones del 2.º Seimas (el único del periodo de entreguerra en completar su mandato).

El Cuarto Seimas de Lituania fue elegido el 9 y el 10 de junio de 1936. Las elecciones tuvieron lugar bajo la constitución de 1928, que había sido proclamado por el dictador Antanas Smetona sin el consentimiento del Seimas. El parlamento fue elegido para un mandato de cinco años. Con los partidos de la oposición efectivamente prohibidos de participar, la Unión de Nacionalistas de Lituania obtuvo 42 (de 49) escaños, y los siete restantes restantes fueron ocupados por la Joven Lituania, una rama juvenil de la Unión de Nacionalistas. La tarea principal del nuevo Seimas fue adoptar una nueva constitución, lo cual se logró el 11 de febrero de 1938. La nueva Constitución prevé aún más poderes al presidente.
Tras el ultimátum soviético en junio de 1940 y la posterior ocupación, la Cuarta Seimas fue despedido y el Seimas se convirtió en un títere popular que fue elegido en unas elecciones amañadas en gran medida, con el fin de dar sanción legal a la ocupación y la anexión de Lituania por la Unión Soviética. El nuevo Parlamento proclamó la República Socialista Soviética de Lituania, presentó una petición de admisión a la Unión Soviética (la cual fue aceptada el 3 de agosto de 1940), adoptó una nueva constitución y reemplazó al Seimas por e Sóviet Supremo de la RSS de Lituania.